# 가슴우리
가슴우리(thoracic skeleton), 또는 흉곽(胸廓)은 몸통뼈대 중 하나이다. 
갈비뼈 12쌍, 복장뼈 1개, 등뼈 12개, 갈비연골로 구성된다.
복장뼈는 복장뼈자루, 복장뼈몸통, 칼돌기로 구성된다. 
제1갈비뼈는 복장뼈자루에 관절해 있고 제 2~7갈비뼈는 복장뼈 몸통에 관절해 있다. 
복장뼈에 관절해 있는 제 1~7 늑골은 참갈비뼈, 제 8~12 늑골은 거짓갈비뼈, 제 11~12 늑골은 뜬갈비뼈라고 하며 갈비뼈 결절이 없는 것이 특징이다. 
오른 갈비뼈 아래쪽에 아무것도 안만져지는 것이 정상이나 무언가 만져질 때 간경화, 간비대화를 의심해봐야한다. 

## 다른 동물들에서

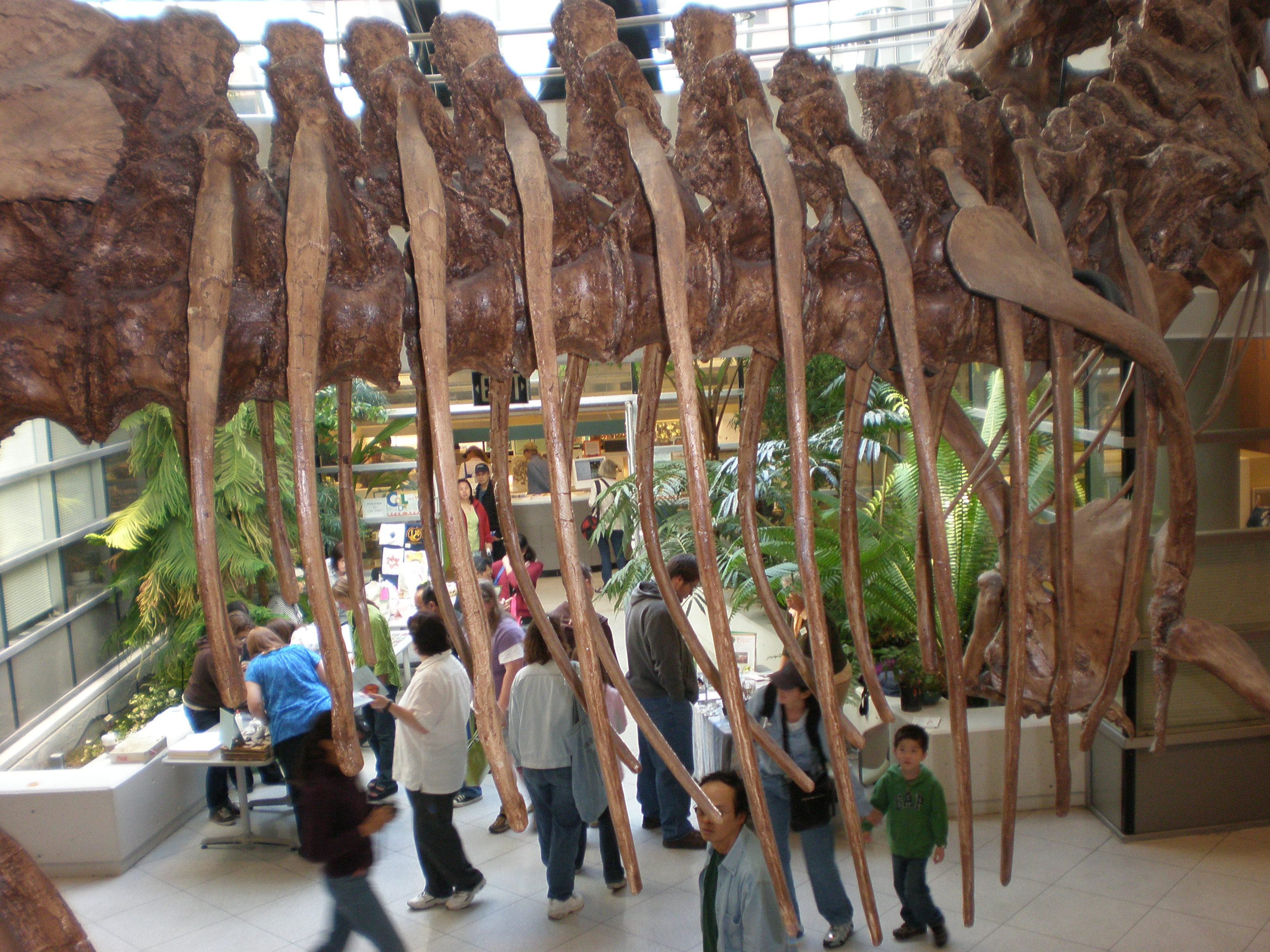
반캘 T. 렉스(Wankel T. rex)의 흉곽. 티라노사우르스의 흉곽 90%는 1988년 미국 몬테나 주 동부에서 캐시 반캘(Kathy Wankel)이 발견하였다. 이 뼈들은 캘리포니아 고생물 박물관, 캘리포니아 버클리 UK 생명과학 캠퍼스에 전시되어 있다.

흉곽(영어: rib cage)은 동물 흉부에 있는 뼈 구조이다. 이 뼈는 척추와 갈비뼈, 흉골(sternum)로 구성되며 심장과 폐를 둘러싼다.
흉곽은 동물 가슴뼈로 케이지 모양으로 구성되어 있다. 구부러진 갈비뼈와 함께 가슴뼈와 척추가 흉곽을 형성한다. 우리 몸의 심장과 폐 같은 몇 가지 중요한 장기들이 흉곽으로 보호받는다고 알려져있다.

## 같이 보기
- 가슴